# 2577 Литванија
2577 Литванија (енгл. 2577 Litva) је Марсов тројански астероид са средњом удаљеношћу од Сунца која износи 1,904 астрономских јединица (АЈ).
Апсолутна магнитуда астероида је 13,18.